# Vestervig Kirke

Vestervig Kirke (svenska: Vestervigs kyrka) är en kyrka och tidigare domkyrka utanför Vestervig i Thisteds kommun i Danmark (innan 1 januari 2007 i Sydthy kommun). Den tillhör Ålborgs stift i den danska folkkyrkan.

## Utseende och arkitektur
Kyrkan är byggd i en utpräglat romansk stil, där det långsmala koret (smalare än långhuset) avslutas med en stor absid i öster, vackert ornamenterad med pilastrar och rundbågar i yttermuren. – Långhuset är en basilikaanläggning och vid långhusets övergång till koret vidgas skeppen, vilket minner om att här har funnits ett tvärskepp och korsarmar, som senare istället blivit sidokapell i klosterkyrkan.
Långhuset avslutas i väster av ett stort och kraftigt fyrkantigt romanskt torn med två mindre strävpelare. På grund av att murarna har få öppningar och på grund av storleken och murarnas tjocklek, kan tornet ha använts i försvarssyfte. Försvarstorn var vanliga vid viktiga kyrkor under den period kyrkan byggdes (jämför artikeln om försvarskyrka). Tornets murar är putsade medan kyrkans övriga murar är oputsade.

## Historia
Kyrkan, som är osedvanligt stor, byggdes under åren 1140-1160 och helgades åt Sankt Thøger. Den kan vara Nordens största landsortskyrka och beror på dess tidigare roll som domkyrka och klosterkyrka. Vestervigs kloster tillhörde Augustinerorden, liksom antagligen även tidigast Børglums kloster gjorde, dit biskopssätet senare flyttades. Där övertog tidigt premonstratensorden istället klostret efter ett kort innehav av Augustinerorden.
När kyrkan byggdes fanns på platsen även en kungsgård. Det finns även uppgifter om att det var i Vestervig Knut den store samlade sin flotta i ledung mot England.

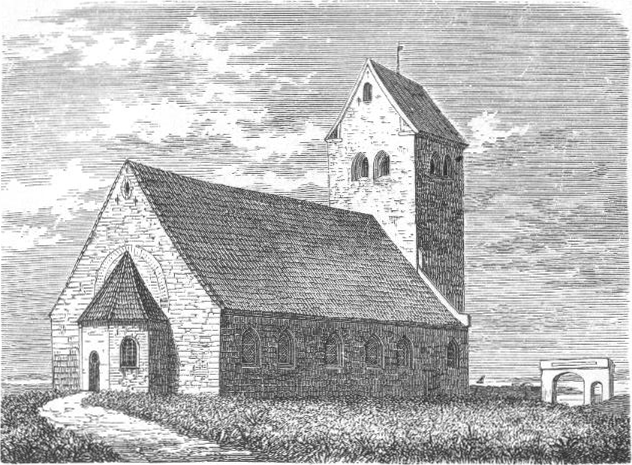
Vestervigs klosterkyrka på en teckning från 1897

I uppgifterna om Danmarks första stiftsindelning omkring år 1060 anges att Vestervig var ett av de åtta stiften. Senare flyttades biskopssätet till Børglum och därefter till det nuvarande sätet i Ålborg. Historieforskare sätter dock idag frågetecken kring om stiftet har existerat, eftersom det inte finns bekräftade uppgifter om det. Likväl började firandet av Ålborgs stifts 450-årsjubileum i Vestervigs kyrka år 2004.
Den nuvarande kyrkan är dock inte den första eller den enda som har funnits i Vestervig. Det fanns också en tidigare romansk kyrka, även den helgad åt Sankt Thøger.
Flytten till Børglum skedde antagligen mellan åren 1134-1139, då det året 1139 omnämns en biskop Self (Sylvester), som den förste biskopen av Børglum. Hans föregångare biskop Keld (-1134) kallades biskop av Vestervig. Det som är känt om Vestervigs och Børglums historia under denna period är på det hela taget osäker; möjligen har det ett samband med att Børglums kungsgård gick från kronan till biskopsstolen under tiden 1134-39 i samband med flytten. (Se vidare om detta i artikeln Børglums kloster).